# Сичик-горобець сундайський
Сичик-горобець сундайський (Taenioptynx sylvaticus) — вид птахів родини совових (Strigidae).

## Таксономія
Раніше цей вид вважався підвидом сичика-горобця малого (Taenioptynx brodiei). Його виділили в окремий вид в основному на основі різниці у вокалізації.

## Поширення
Номінальний підвид є ендеміком Суматри, а підвид borneeensis зустрічається на Борнео. Мешкає в гірських і підгірських лісах на висоті 900—2700 м; винятково зареєстровано на висоті до 280 м. Відсутній в районах вторинного лісу та плантаціях.

## Спосіб життя
Активний і голосний протягом дня (а також вночі). Цей вид трапляється в пологах, харчуючись комахами та дрібними птахами. Його сезон розмноження та екологія абсолютно невідомі.